# Юсифи, Харрат Гулу
Харрат Гулу (азерб. Xarrat Qulu) полное имя Кербелаи Гулу Кербелаи Мухаммедали оглы Пери Наззаде (Юсифи) (азерб. Kərbəlayı Qulu Kərbəlayı Məhəmmədəli oğlu Pəri Nazzadə (Yusifi); 1823, Шуша, Шушинский уезд, Елизаветпольская губерния, Российская империя — 1883, Шуша, Шушинский уезд, Елизаветпольская губерния, Российская империя) — азербайджанский поэт и музыковед XIX века, член литературного общества «Меджлиси-фарамушан», создатель музыкальной школы в городе Шуша.

## Биография
Харрат Гулу родился в 1823 году в Шуше. Его первоначальной профессией было столярничество. Харрат Гулу привлекал молодых людей с подходящими голосами к мугамным собраниям в Шуше, обучая их мугаму и его чтению. Также на собрания, которые он организовывал во время церемоний месяца Мухаррам, и учил их играть роли Сакины, Зейнаб, Али Акбара и других. Он хорошо знал классическую восточную музыку и писал стихи. Поскольку он находился под влиянием религиозных деятелей, он не выступал на публичных собраниях. Музыкальная школа Харрата Гулу, действовавшая в середине XIX века, в основном служила религии, но она также выпустила ряд музыкантов, сыгравших важную роль в развитии азербайджанского искусства мугама. Гаджи Гуси, Мешади Иси, Дели Исмаил, Шахназ Аббас, Абдулбаги Зюлалов, Кештазлы Хашим, Кечачи оглы Мухаммед, Джаббар Карьягдыоглы и Садыхджан являются учениками этой школы. Харрат Гулу из скончался в Шуше в 1883 году в возрасте 60 лет и был там похоронен. После его смерти Кёр Халифа продолжил его путь и открыл в Шуше музыкальную школу. После смерти Кёр Халифы школа прекратила свою деятельность. Затем Молла Ибрагим продолжал преподавать музыку в Шуше.